# Clifford (Yorkshire de l'Ouest)
Pour les articles homonymes, voir Clifford.

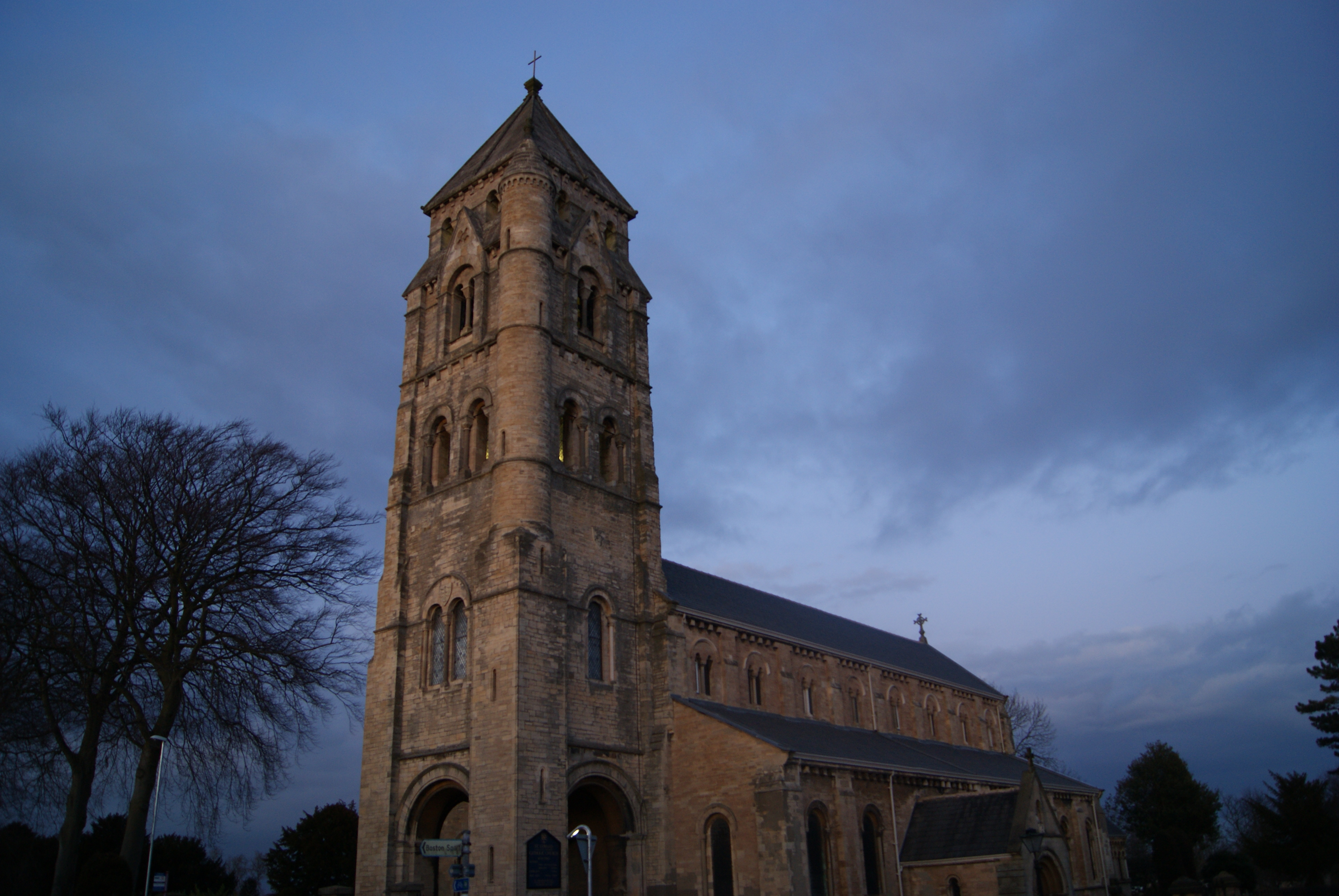
Eglise de Saint Edward (Catholique)

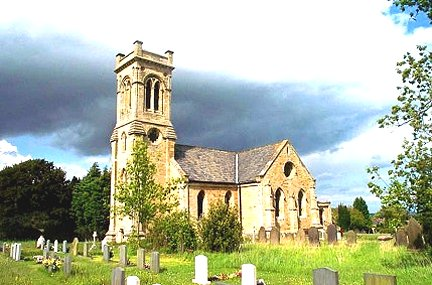
Eglise de Saint Luke (Eglise d'Angleterre)

Clifford est un village du Yorkshire de l'Ouest, en Angleterre. Il est situé à près de Boston Spa, Thorp Arch et Wetherby.